# Битка код Монтферана
Битка код Монтферана вођена је 1137. године између војске Јерусалимске краљевине под Фулком Јерусалимским и муслиманске војске Алепа и Мосула под Зенгијем. Битка је део крсташких ратова, а завршена је муслиманском победом.

## Битка
Почетком 1137. године Зенги је заузео дворац Барин, око 10 mi (16 km) северозападно од Хомса. Фулк Јерусалимски је повео војску како би опсео град, али је његова војска нападнута од Зегијевих снага и страховито разбијена. О самом току битке мало се зна јер о њој не говоре ни арапски ни хришћански извори. Преживели крсташи склонили су се у тврђаву Барин коју је Зенги опсео. Крсташи су убрзо почели да пате од недостатка хране и воде па је Фулк био приморан на преговоре са Зенгијем. Сазнавши да се приближава војска Јована Комнина, Ремона од Антиохије и Жосцелина од Едесе, Зенги је пристао да Фулка и крсташе пусти на слободу у замену за 50.000 динара.